# Björn Månsson (redaktör)
Björn Månsson, född 17 december 1952 i Helsingfors, är en finlandssvensk journalist och politiker. Han verkade som ledarskribent vid Hufvudstadsbladet åren 1982–2009. Åren 1975–1977 var han ordförande för Svenska folkpartiets ungdomsorganisation Svensk Ungdom. Månsson var riksdagskandidat vid två tillfällen, 1975 och 1979, men blev inte invald. Efter en kort period som SFP:s informationssekreterare i slutet av 1970-talet övergick Månsson till journalistiken. Han försökte sig på en politisk comeback i Europaparlamentsvalet 2009 (SFP), men blev inte invald. Efter valet övergick Månsson till att bli generalsekreterare för Svenska folkpartiets riksdagsgrupp. 